# Enric Porta Mestre
Enric Porta i Mestre (la Pobla de Segur, 1898 - ibid. 3 d'abril de 1993) fou un pintor català dedicat sobretot a pintura infantil i natura morta, i els paisatges de la seva terra en els que hi volcà la seva sensibilitat d'artista. A vegades, utilitzava abundants empastaments dins d'un marc tradicional.
El 1922 exposà a Barcelona i anà a París a ampliar els estudis, on conegué al fauvista Miquel Villà i Bassols. A partir de llavors, el mestre fauvista passà els estius a la Pobla de Segur.
En tornar de França exposà a diversos salons i individualment a les Galeries Syra de la Ciutat Comtal, llavors propietat de Montserrat Isern.
Ha estat objecte de crítics d'art com Sebastià Gasch, Masgrau, Tristan la Rosa, sempre favorable, encomiant l'honradesa de llur pintura, del domini del color i la seva personalitat pintant. Va ser un apassionat de Courbet i de Cėzanne, què potser influïren en la seva obra. És sense cap dubte un mestre de la pintura catalana del segle XX